# Léon Malisoux
Pour les articles homonymes, voir Malisoux.
Léon Malisoux, né à Sclayn, le 13 novembre 1938 est un homme politique belge, membre du Parti socialiste.
Il est fonctionnaire au ministère des Finances (1960-), affecté à l’inspection spéciale des impôts (ISI); détaché dans les cabinets ministériels socialistes de Léon Hurez, Bernard Anselme, Philippe Moureaux, Guy Mathot, Philippe Busquin, Jean-Maurice Dehousse, Philippe Busquin et Magda De Galan. 

## Carrière politique
- conseiller communal de Seilles (1971-1976)
  - échevin de l'Enseignement (1972-1976)
- conseiller communal d'Andenne (1977-2000)
  - échevin (1983-1989) et premier échevin (1989-2000)
- député wallon (1995-1999)